# Oneglia

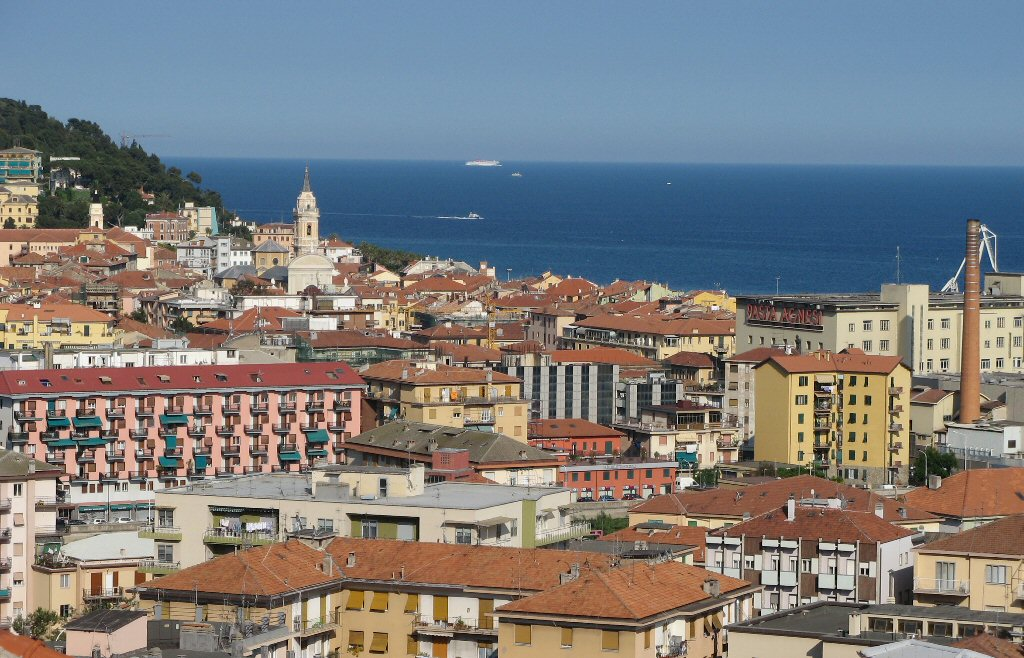
Panorama d'Oneglia

Oneglia (Ineia en dialecte ligur ormeasc, Oneja en piemontès. Juntament amb Porto Maurizio, és un dels dos barris principals de la ciutat d'Imperia. Fins al 1923 va ser un municipi (comune) autònom.

## Història
Oneglia (pagus Unelia) té el seu origen al turó (collina) de Castelvecchio, un dels probables sex oppida (assentament fortificats) dels Ligurs.
Amb la invasió per part dels longobards de Rotari el 642 va formar part del Regne longobard sota el ducat de Ligúria.
Des de 1298, Oneglia entrà en possessió de la potent família Doria (és el lloc de naixement de l'almirall Andreu Doria).
Oneglia va ser cedida pels Doria, el 1576, a Emanuele Filiberto de la Casa Savoia i va esdevenir "Civitas Fidelissima" de la casa piemontesa.
Durant la Revolució francesa, després d'haver conquerit Niça, el general francès Anselme, d'acord amb l'almirall Truguet, projectà conquerir Oneglia. Sota el domini francès es va encarregar la seva administració a un comissari revolucionari, Filippo Buonarroti, que va fer un govern de tipus socialista. Després de la batalla de Waterloo i la Restauració, Oneglia tornà a pertànyer al territori del Regne de Sardenya.
El 1846 s'hi va bastir un important centre penitenciari de màxima seguretat. Va ser desmantellat després d'haver estat molt malmès durant la Segona Guerra Mundial.
Quan encara era un municipi autònom, la principal indústria d'Oneglia era la de l'oli d'oliva.
La varietat d'olivera típica de la zona és la Taggiasca
Una altra activitat industrial, actualment molt reduïda, era la de la fabricació artesanal de la pasta (els antics fidéi di semola o vermicelli)
Hi va haver indústria siderúrgica durant la Primera Guerra Mundial.

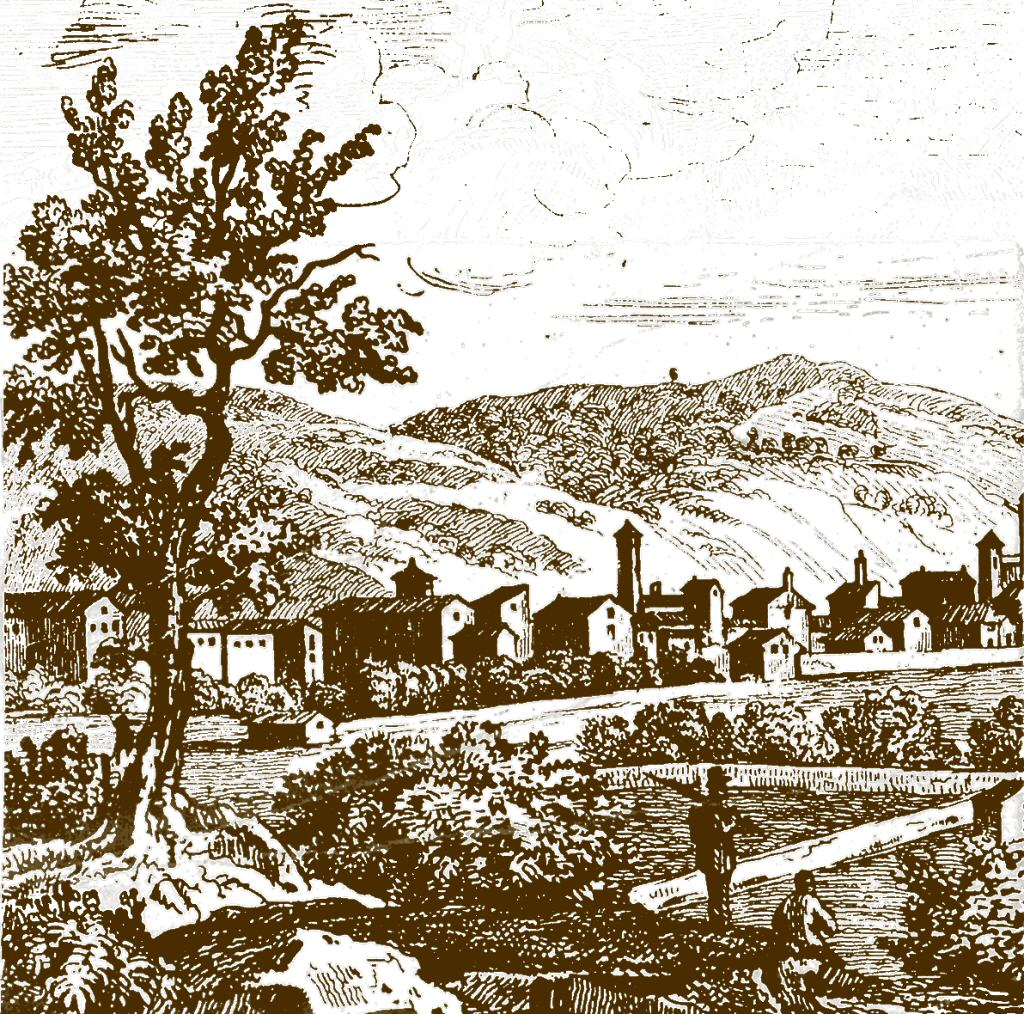
Oneglia a l'inici del segle XIX
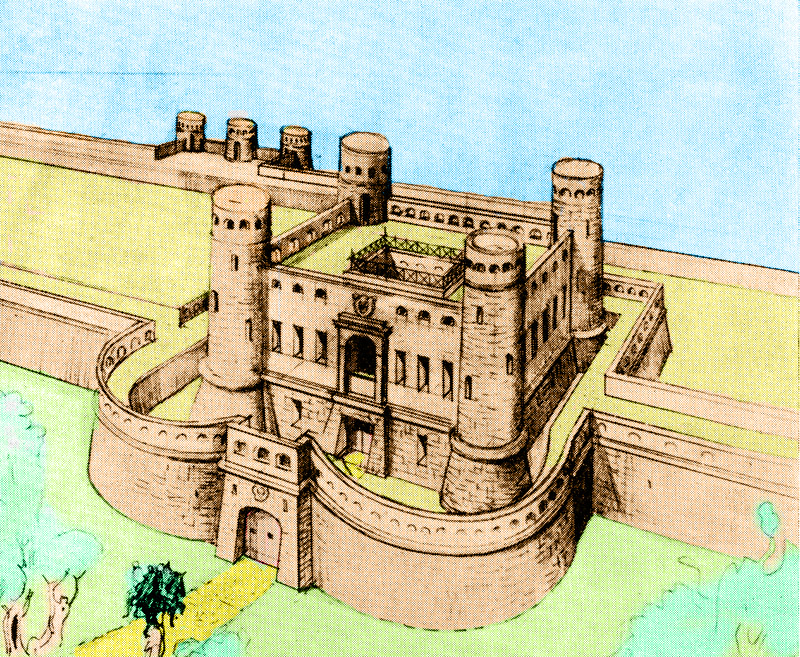
Reconstrucció del castell fet per Domenico Doria a finals del Quattrocento

## Persones relacionades amb Oneglia
- Andreu Doria, (Oneglia, 30 de novembre 1466 – Gènova, 25 de novembre 1560), almirall i polític genovès.
- Maria Pellegrina Amoretti (Oneglia, 12 de maig de 1756 - Oneglia, 12 de novembre de 1787), jurista italiana.
- Manuel Belgrano, (Buenos Aires, 3 de juny 1770 – Buenos Aires, 20 de juny de 1820), economista i general, era oriünd d'Oneglia; i considerat un dels pares fundadors de l'Argentina.
- Filippo Buonarroti (Pisa, 11 de novembre 1761 – París, 16 de setembre de 1837) revolucionari i pensador.
- Giovanni Pietro Vieusseux (Oneglia, 28 den setembre de 1779 - Florència, 28 d'abril de 1863) escriptor i fundador del Gabinet Vieusseux.
- Edmondo De Amicis (Oneglia, 21 d'octubre de 1846 – Bordighera, 11 de març de 1908)
- Edgardo Moltoni, (Oneglia, 5 de juny de 1896 – Milà, 12 de gener de 1980), ornitòleg.
- Emanuele Vialardi di Verrone, (1869 - 1930) - Intendent general d'Oneglia
- Grock (nom autèntic: Charles Adrien Wettach), (Reconvilier, Suïssa, 10 de gener de 1880 - Imperia, 14 de juliol de 1959), clown.
- Alessandro Natta, (Oneglia, 7 de gener de 1918 – Imperia, 23 de maig de 2001), polític italià.
- Luciano Berio, (Oneglia, 24 d'octubre de 1925 – Roma, 27 de maig de 2003), compositor
- Alessandro Bianchi, (Oneglia, 6 de juny de 1822 - Torí, 18 d'agost de 1875), síndic d'Oneglia i diputat del Regne de Sardenya i del Regne d'Itàlia
- Sergio Sabatini, (Oneglia, 1925 – Garessio, 26 de febrer de 1944), partisà condecorat amb la medalla d'or